# Jacques Goimard
Jacques Goimard (ur. 31 maja 1934 w La Couronne, zm. 25 października 2012) – francuski pisarz science-fiction i fantasy, krytyk, eseista wypowiadający się na tematy związane z fantastyką.

## Życiorys
Uczył w szkole średniej Henri-IV. Następnie nauczał historii i wiedzy o kinie. Prowadził również seminaria literackie na Université Panthéon-Sorbonne oraz Université Paris-Diderot.
Napisał kilka zbiorów opowiadań, esejów i powieści. Tworzył również recenzje filmowe, publikował w magazynach „Fiction” i „Métal Hurlant” oraz w gazecie „Le Monde”.